# Jørgen Mads Clausen
 Ikke at forveksle med Jørgen Clausen.
Jørgen Mads Clausen (født 23. september 1948 i Elsmark på Nordals) er en dansk erhvervsmand, iværksætter og tidligere administrerende direktør for Danfoss-koncernen. Han er søn af Danfoss' grundlægger, fabrikant Mads Clausen.
Clausen blev uddannet akademiingeniør fra Danmarks Ingeniørakademi i 1972 og fik en MBA fra University of Wisconsin i 1975. I 1978 startede han sammen med sin hustru, Anette, en mindre it-virksomhed i København. Virksomheden måtte dog efter nogle år lukke med et personligt tab. I 1981 blev han chef for teknisk koordinering og forskning hos Danfoss, 1990 medlem af koncerndirektionen og fra 1991 direktør for mobilhydraulikdivisionen, inden han i 1996 blev administrerende direktør i koncernen.
I 2008 – efter 12 år på posten som administrerende direktør fratrådte han, for at blive bestyrelsesformand for koncernen. I 2008 omsatte koncernen for 22 mia. kroner og beskæftigede 22.000 ansatte på 70 fabrikker i 25 lande.
Jørgen Mads Clausen har tillidsposter i bl.a. Forskningscenter Risø, Danske Bank og SAS. Derudover er han medlem af bestyrelsen for den borgerlige, liberale tænketank CEPOS, er formand for Højteknologifonden og har i Dansk Industris regi forestået opbygningen af iværksætternetværk og er formand for den danske afdeling af organisationen Young Enterprise, der tilskynder unge til at afprøve deres evner som erhvervsdrivende. Ligeledes har han siddet i Globaliseringsrådet og er desuden medlem af VL-gruppe 1.
Jørgen Mads Clausen er grundlægger af Universe(tidligere Danfoss Universe), som er en oplevelsespark, hvor sjov er en videnskab.

## Privat
Jørgen Mads Clausen er kendt for at blande sig i den offentlige debat, hvor han især kæmper for
iværksætteri og innovation. Enkelte gange er han blevet kritiseret for at gå for vidt, som da han fik en lang række ligestillingsforkæmpere på nakken med en knap så politisk korrekt udtalelse om kønskvotering. Privat har han taget certifikat til at flyve jetfly, og er også medejer af et ottepersoners Cessna Citation 5, der kan flyve 800 km/t i op til 10 kilometers højde. Derudover byder fritiden på jagt.
Siden den 10. maj 2011 har han stået i spidsen for Sønderborg Lufthavns 'Advisory Board', der fungerer som bestyrelse i den kommunalt ejede lufthavn.
Clausen er en populær skikkelse i Sønderjylland, og har fast bopæl i Sønderborg i sin 1.060 kvadratmeter store villa med udsigt over Flensborg Fjord. Familien Clausen, Danfoss har en formue på 13,7 mia. kroner.

## Hædersbevisninger
- 2004: Årets leder, der uddeles af organisationen Lederne[10]
- 2009: Ridder af 1. grad af Dannebrogordenen
- 2010: Udnævnt til kammerherre